# マスコット
マスコット（フランス語:mascotte、英語:mascot）とは、「人々に幸運をもたらすと考えられている人・動物・もの」のこと。
身辺に置いて大切にする人形や、何らかの団体（グループ）のシンボルとする動植物やものなどである。

## 語源
英語の"mascot"という語の語源に関してははっきりしていないところが多く、また、この言葉が人々の間で広く使われるようになったのは19世紀のオペレッタ作品によるので、まずは19世紀の用法から説明し、そこから順に古い方へと起源を辿る形で説明を試みる。
一般にこの言葉が広まったのは、1880年にフランスの作曲家エドモンド・オードランが制作した『マスコット』（"La Mascotte"）という題の喜劇オペレッタによる。これは、ある家に棲みついた妖精がその家に住むイタリア人農夫に幸運をもたらす、という物語である。
これは翌1881年には、かなりトーンダウンした形で英語に翻訳され英語圏で上演され、このような意味・用法が人々の間に広まった。オードランが作品名にmascotteという言葉を用いた19世紀、フランスの方言には「mascotte」という語があり、魔法使いの魔術、親身になってくれる妖精、幸運をもたらすもの、といった意味で用いられていた。
このフランス語の方言の「mascotte」の起源ははっきりしないが、おそらくプロバンス語の「mascoto」（「魔法使い」や「おまじない」）である。（というのも、ナルボンヌの1233年の写本では、「mascoto」は、女からの誘惑、賭けごとにおける魔法などの意味で使われているから。）。このmascotoの語源は、masco（「魔法使い」）で、その起源をさらに辿ると、古プロバンス語の「masca」で、そのmascaの起源となると、確かなことはわからないが、中世ラテン語のmasca（「顔をかくすもの」「幽霊」なったのではないかと言われている。

## スポーツマスコット

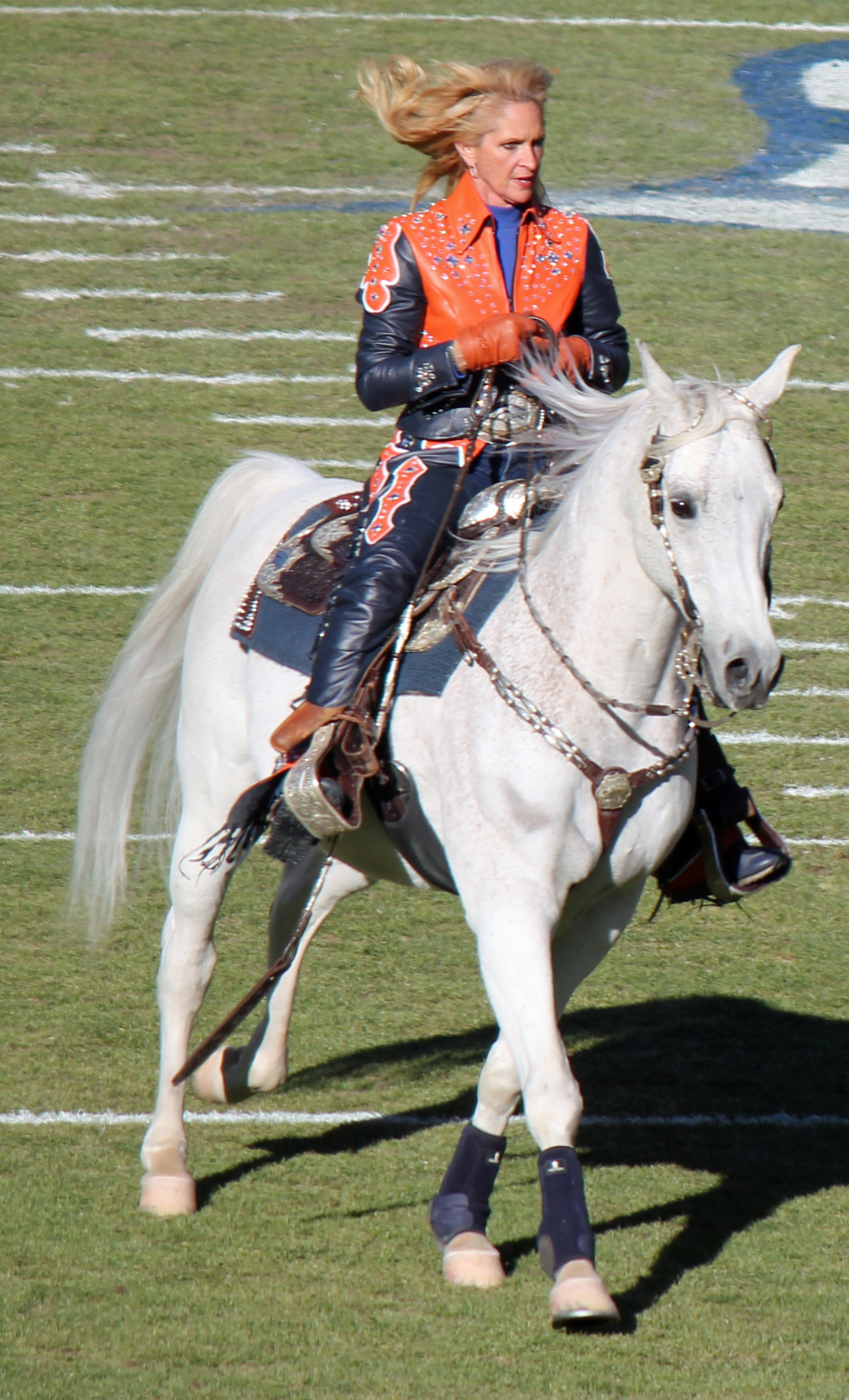
デンバー・ブロンコスではThunderという名の生きている馬がマスコット。

アメリカ合衆国では、大学やプロのスポーツチームがしばしばそのマスコットによって識別される。最初期のスポーツマスコットの一つは1908年のシカゴ・カブスのものである。

## ミリタリーマスコット

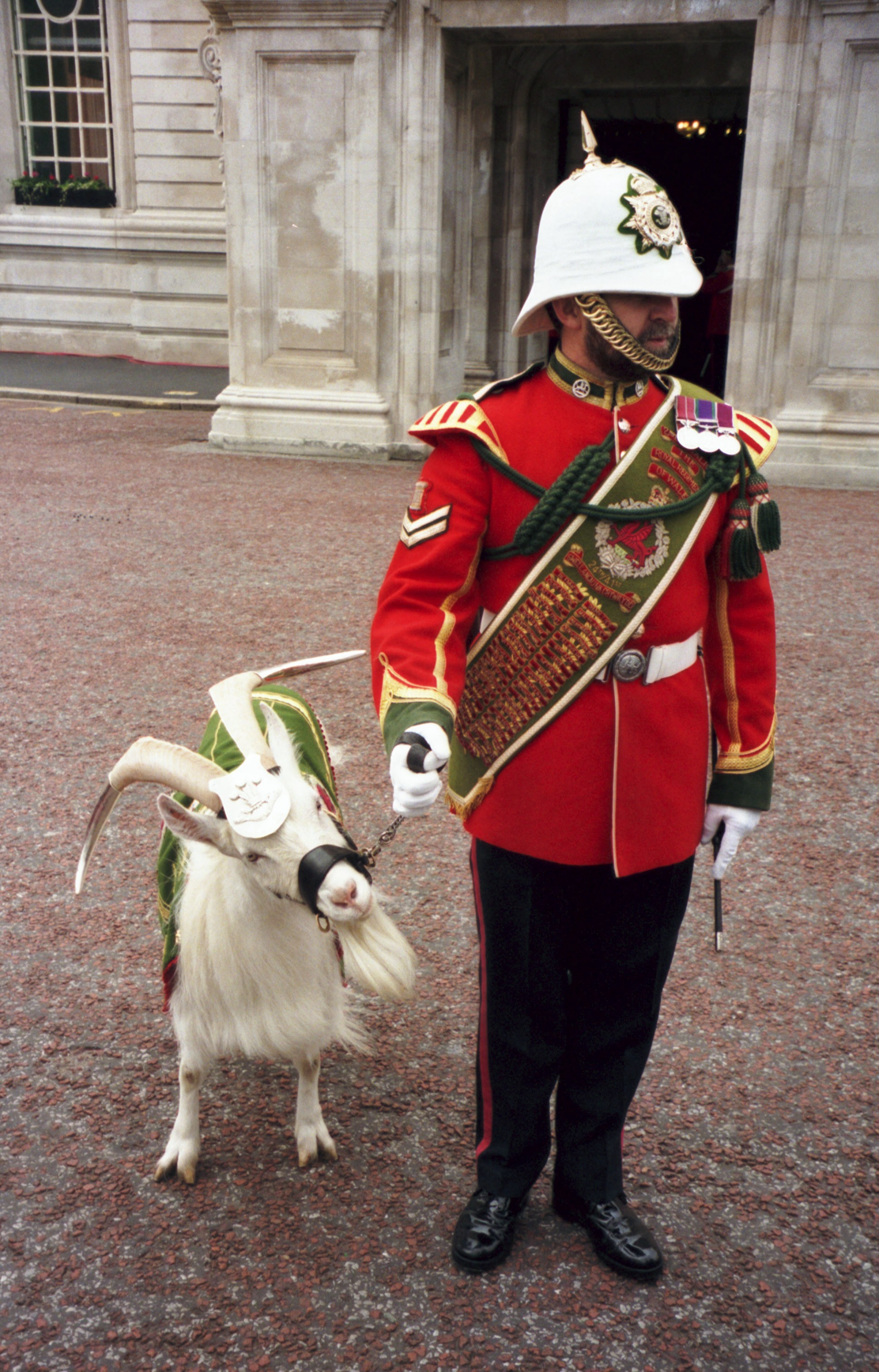
Royal Regiment of Walesではヤギがマスコットになっている。

アメリカ合衆国のシンボルであるハクトウワシは、同国では大統領の紋章のほか、海兵隊やSEALSのエンブレムとしても採用されている

軍事におけるマスコットは、アメリカ軍やイギリス軍を始めとする軍隊組織に古くから普及していた。アメリカ海兵隊のエンブレムに描かれているハクトウワシやブルドッグ等はよく知られた例である。また、イギリス軍の連隊の多くはそれぞれの生きた動物をマスコットにしており、ヤギのウィリアム・ウィンザーなどのマスコットをパレードの際にひきつれて歩く光景がよく見られる。
スペイン外人部隊の各隊もヤギをマスコットにして、パレードや式典に帯同させている。ノルウェー軍の中のノルウェー郷土防衛隊の楽隊は、イギリススコットランドのエディンバラを訪問する際に「ニルス・オーラヴ」という名前のキングペンギンを連れている。
ミリタリーマスコットが実際に従軍した事例としては、「不沈のサム」やサイモンなど各国海軍の船乗り猫や、ポーランド軍のヴォイテクなどが知られている。

## 企業・団体等のマスコット
企業のブランドと関連した企業マスコットや、地方自治体等のゆるキャラなどがある。マスコットを設けることで、顧客から親しみやすくなり、ファンを獲得することが容易になる。
2000年代以降、日本で公共団体のマスコットが急激に増加した。批評家の東浩紀は2000年に「政府や社会、いわゆる大文字の制度の存在感がどんどん衰える、というのはポストモダン化の必然的な過程なわけですが、九〇年代の日本におけるキャラクター文化の背景にはそういう社会的要因があると思います。今後は、各省庁のマスコットキャラが続々と出てくることになるんじゃないですか(笑)」と予想した。熊本県の『くまモン』はその最大の成功例である。

## その他のマスコット

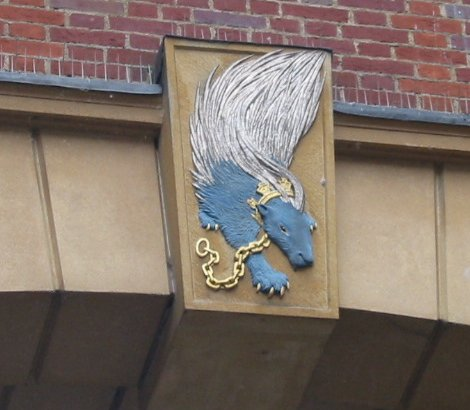
Sidney Sussex College（ケンブリッジ大のカレッジのひとつ）のマスコットは青と金のヤマアラシ

イギリスやアメリカでは大学や高校さらには中学校には「スクールマスコット」が定められている学校がある。
自動車のラジエーターグリルの上やボンネットの先端に付けられたものは「フードマスコット」とも呼ばれる。
近年では、個人のウェブサイトにおいても、マスコットが存在するケースがある。
また鞄等に付けるミニサイズのぬいぐるみ（マスコット人形）もマスコットと呼ばれる。

## 議論
民族モチーフのマスコットはしばしば論争の種になる事がある。例えば、米国イリノイ大学の「Fighting Illinois（戦うイリノイ族：イリノイ州の語源となったネイティブ・アメリカン）」のマスコットは、人種・ポリティカル・コレクトネス問題の観点から問題視された。このような問題はイリノイ大学の様な大きな学校に限らず存在し、アルフレッド大学（生徒数2000人程度）のサクソン人の騎士を模したマスコットは、サクソン人の優越を示すものとして抗議を受けた。
日本ではタバコや酒などにマスコットやキャラクターを用いることは控えられており、未成年に対して影響があるとの主張を受けてしばしば販売者側と日本アルコール問題連絡協議会等の間で問題となっている。近年の例ではサッポロビールのドン・シボリオーネ（『サッポロ生搾り』のCMに出てくる犬型のパペット）などが挙げられる。